# Sarkophage (Trittenheim)
Die zwei Sarkophage bei Trittenheim sind Teil einer am 3. April 1920 in den Weinbergshängen der Weinlage „Trittenheimer Apotheke“ entdeckten Grabstätte aus der Zeit der Regierung der römischen Kaiser Valentinian und Gratian (etwa um 375 n. Chr.). Sie sind aus hellem Sandstein gefertigt und, wie für Regionen mit romanischer Bevölkerung in der Spätantike üblich, rechteckig gearbeitet und mit dachförmigem Deckel versehen.